# Codex Rossanensis

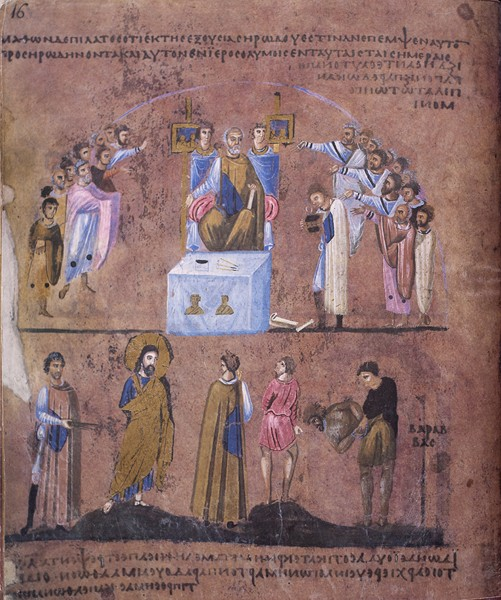
Juicio de Pilato, ff. 8r-v

El Codex Rossanensis o Codex Purpureus Rossanensis (Gregory-Aland Σ o 042; von Soden ε 18) es un manuscrito bíblico iluminado del siglo vi. Es un objeto suntuoso, realizado en pergamino purpúreo y escrito en letras de plata y oro. Contiene el Evangelio de Mateo y parte del de Marcos. Fue descubierto en 1845 en la Catedral de Rossano y se conserva en el Museo Diocesano e del Codex. Desde 2015, está inscripto en el Registro de la Memoria del Mundo de la Unesco.

## Descripción
El códice está formado por 188 folios de pergamino purpúreo de 25×30 cm, aunque se cree que originalmente eran algo más grandes. Contiene el Evangelio de Mateo completo y el de Marcos hasta el versículo 16:14.

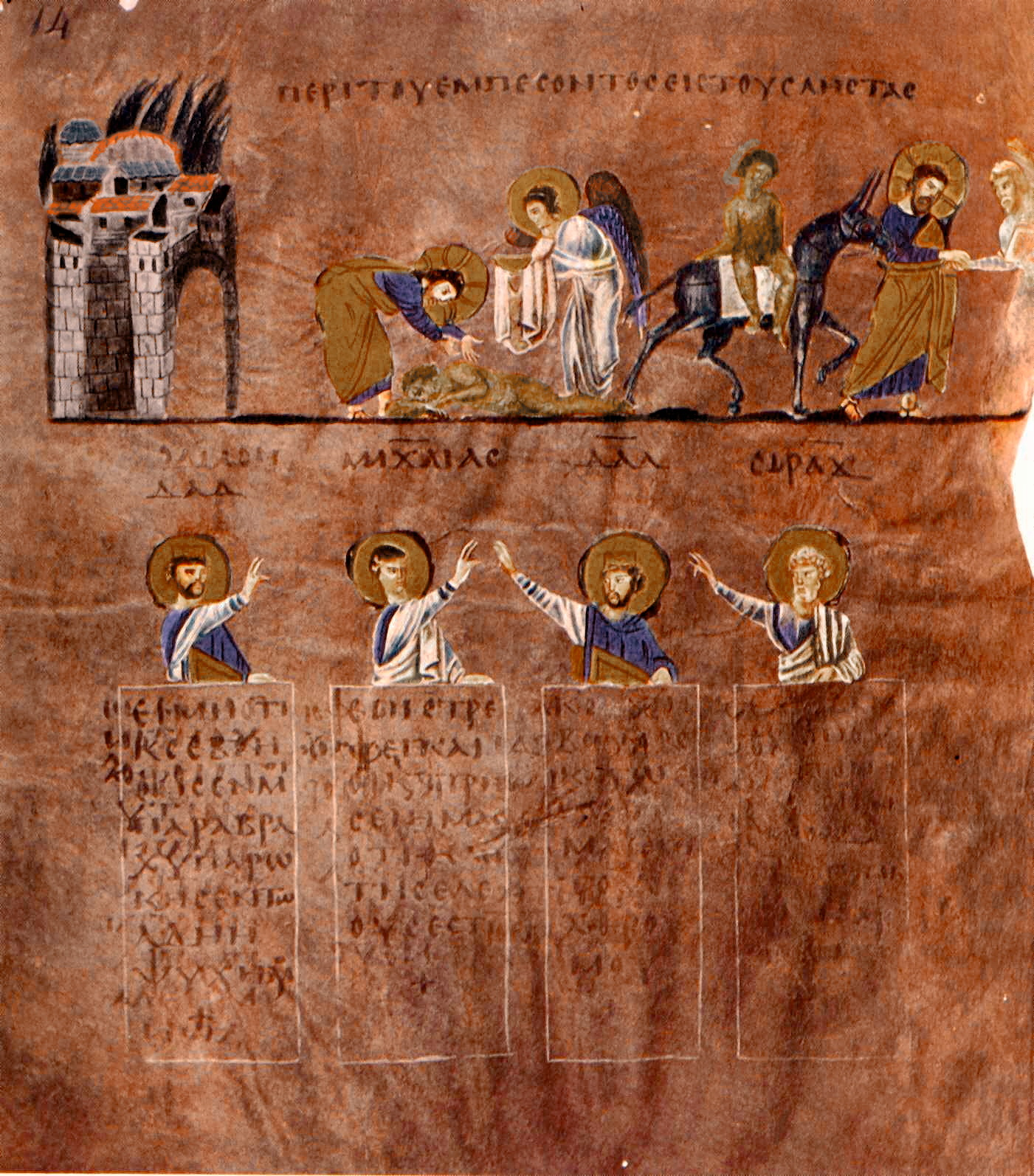
El Buen samaritano, f. 7v

El texto, dispuesto en dos columnas de veinte líneas por página, está escrito en griego en uncial bíblica, salvo la Epístola a Carpiano, los fragmentos resaltados y la página 241, donde se usaron otras caligrafías. Las primeras tres líneas de cada columna del inicio de cada evangelio están escritas con tinta de oro, el resto, en tinta de plata. Los ocho primeros folios están decorados, en el borde superior, con doce miniaturas de escenas relativas a la Semana Santa. Debajo de diez de ellas, figuran profetas que sostienen rollos con fragmentos de la Septuaginta. En el folio 5r se ven los bustos de los cuatro evangelistas dispuestos en círculo, imagen que probablemente se encontraba antes de los Cánones eusebianos. La miniatura que representa el Juicio de Pilato (ff. 8r-v) y el retrato del evangelista Marcos, ubicado frente al comienzo de su evangelio (f. 121r), son a toda página. Se cree, sin embargo, que el retrato es un agregado posterior.
Su lectura es similar a la de los códices Sinopensis y Petropolitanus Purpureus. Según Kurt Aland, el texto es de tipo bizantino y se ubica en la Categoría V.
Historiadores de arte y críticos bíblicos concuerdan en que fue realizado a principios del siglo vi, pero no hay consenso sobre su lugar de origen: se sugieren indistintamente scriptoria en Constantinopla, Antioquía y Jerusalén. Es, junto al Codex Sinopensis, uno de los manuscritos iluminados del Nuevo Testamento más antiguos. Fue descubierto dentro del tesoro de la Catedral de Rossano por el periodista napolitano Cesare Malpica en 1845.
Con motivo de una exposición dedicada al arte bizantino realizada entre 1905 y 1906 en la abadía de Grottaferrata, el historiador de arte Antonio Muñoz analizó el codex y tomó varios cromotipos. En 1907 publicó el resultado de su trabajo, Il codice purpureo di Rossano e il frammento sinopense, libro con fotografías de las miniaturas cuyo planteamiento principal es que las corrientes más importantes en el arte paleocristiano y medieval europeos tienen un origen bizantino.
El Codex Rossanensis se conserva en el Museo Diocesano e del Codice, ubicado en el palacio episcopal de la catedral. En 2015 la Unesco lo incluyó en su Registro de la Memoria del Mundo.